# 鎧甲魚目
鎧甲魚目（學名：Galeaspidiformes）是鰭甲魚綱的一個目。

## 特徵
頭甲的形況與頭甲魚類相似，但在魚眼前方的頭甲背面有一個大孔；身體沒有偶鰭，有許多鰓孔。